# Турниры претенденток по шахматам
Турниры претенденток — этап соревнований на первенство мира по шахмат среди женщин, где выявляются претендентки на матч с чемпионкой мира; учреждён на конгрессе ФИДЕ в Копенгагене (1950). Проводятся с 1952, кроме 1968—1985; всего состоялось 7 турниров. В 1952—1967 право участия в турнире претенденток предоставлялось победительницам предыдущего турнира претенденток и зональных турниров ФИДЕ (кроме 1952; см. Турнир претенденток 1952). На конгрессе ФИДЕ в Лугано (1968) система проведения чемпионатов мира среди женщин подверглась, по предложению представителей Югославии и Румынии, изменениям: после зональных стали проводиться межзональные турниры, победительницы которых допускались в матчи претенденток вместе с проигравшей участницей матча на первенство мира предыдущего цикла. Решением конгресса ФИДЕ в Маниле (1983) турниры претенденток вновь введены в систему розыгрыша чемпионатов мира среди женщин — они следуют за межзональным турниром с целью выявления претендентки на матч с чемпионкой мира (см. Турнир претенденток 1986).

## Победительницы турниров претенденток
| № | Год  | Город(а)     | Победитель(и)      |
| - | ---- | ------------ | ------------------ |
| 1 | 1952 | Москва       | Елизавета Быкова   |
| 2 | 1955 | Москва       | Ольга Рубцова      |
| 3 | 1959 | Пловдив      | Кира Зворыкина     |
| 4 | 1961 | Врнячка-Баня | Нона Гаприндашвили |
| 5 | 1964 | Сухуми       | Алла Кушнир        |
| 6 | 1967 | Суботица     | Алла Кушнир        |

С 1967 года стали проводиться матчи претенденток.
| №  | Год       | Город(а)      | Победитель(и)     |
| -- | --------- | ------------- | ----------------- |
| 7  | 1971      | Кисловодск    | Алла Кушнир       |
| 8  | 1974/1975 | Москва        | Нана Александрия  |
| 9  | 1977/1978 | Бад-Киссинген | Майя Чибурданидзе |
| 10 | 1980/1981 | Тбилиси       | Нана Александрия  |
| 11 | 1983/1984 | Сочи          | Ирина Левитина    |

С 1986 года вновь играются турниры претенденток.
| №  | Год  | Город(а) | Победитель(и)     |
| -- | ---- | -------- | ----------------- |
| 12 | 1986 | Мальмё   | Елена Ахмыловская |
| 13 | 1988 | Цхалтубо | Нана Иоселиани    |
| 14 | 1990 | Боржоми  | Се Цзюнь          |
| 15 | 1992 | Шанхай   | Сьюзен Полгар     |

В 1993 году состоялся матч между победительницей турнира претенденток 1992 года Сьюзен Полгар и Наной Иоселиани. После ничьей Нана Иоселиани  была объявлена претенденткой на матч с чемпионкой мира Се Цзюнь.
| №  | Год  | Город(а) | Победитель(и) |
| -- | ---- | -------- | ------------- |
| 16 | 1994 | Тилбург  | Сьюзен Полгар |

В 1995 году состоялся матч между Сьюзен Полгар и Майей Чибурданидзе, занявших первые два места в турнире претенденток 1994 года. Победу одержала Сьюзен Полгар.
| №  | Год       | Город(а)           | Победитель(и)        |
| -- | --------- | ------------------ | -------------------- |
| 17 | 1997      | Гронинген          | Алиса Галлямова      |
| 18 | 2019      | Казань             | Александра Горячкина |
| 19 | 2022/2023 | Монако/Хива/Чунцин | Лэй Тинцзе           |
| 20 | 2024      | Торонто            | Тань Чжунъи          |